# Sebastian Breuning
Sebastian Breuning (né le 20 janvier 1552 à Tübingen, mort le 14 février 1618) fut évêque auxiliaire d'Augsbourg et évêque titulaire d’Adramytte (de) en Mysie.

## Biographie
Il avait été ordonné prêtre en 1578. Il est consacré le 6 juillet 1586 par Scipione Gonzaga avec comme co-consécrateurs Giulio Masetti (en) et Francesco Sporeni. Il fit agrandir la chapelle Saint-Sauveur de Friedberg (capella Salvatoris) en 1600, et consacra la chapelle du monastère de Lechfeld le 13 juin 1604. Il fut inhumé dans la cathédrale d'Augsbourg.

## Succession apostolique
Sebastian Breuning a ordonné les évêques suivants :
- Évêque Henri V de Knöringen (1599)